# Guerra Otomano-Mameluca (1485–1491)
Uma Guerra Otomano-Mameluca ocorreu de 1485 a 1491, quando o Império Otomano invadiu os territórios do Sultanato Mameluco da Anatólia e da Síria. Esta guerra foi um evento essencial na luta Otomana pelo domínio do Oriente Médio. Depois de vários confrontos, a guerra terminou num impasse e um tratado de paz foi assinado em 1491, restaurando o status quo ante bellum. Durou até que os Otomanos e os Mamelucos voltaram à guerra em 1516-1717; nessa guerra os Otomanos derrotaram e conquistaram os Mamelucos.

## Origens
A relação entre os Otomanos e os Mamelucos era contraditória: os dois estados disputavam o controle do comércio de especiarias, e os Otomanos aspiravam finalmente a tomar o controle das Cidades Sagradas do Islão. Os dois estados, no entanto, foram separados por uma zona-tampão ocupada por estados Turcomenos, como Beilhique da Caramânia, Aq Qoyunlu, Beilhique de Ramadã e Beilhique de Dulcadir, que regularmente mudavam sua lealdade de um poder para outro. No entanto, tanto o historiador Veneziano Domenico Malipiero quanto o cronista Otomano Tursun Bey relatam que, já em 1468, Maomé II planejava fazer campanha contra os Mamelucos na Síria, o que só foi evitado pela recusa de Uzun Hassan e do Beilhique da Caramânia de cooperar, levando à invasão e eventual anexação do seu estado por Maomé.
Quando Bajazeto II subiu ao trono Otomano em 1481, o seu irmão Cem Sultan, que gozava de grande apoio na Anatólia, levantou-se e lutou com ele pelo trono. Depois que ele foi derrotado em batalha, ele buscou refúgio primeiro no Beilhique de Ramadã, e de lá passou para os domínios Mamelucos. Embora os Mamelucos tenham-se recusado a oferecer-lhe qualquer apoio militar, esse ato despertou a hostilidade de Bajazeto, que se agitou ainda mais quando os Mamelucos capturaram um embaixador Otomano que retornava de Decão com um embaixador Indiano e presentes para o Sultão Otomano.

## Operações
O conflito começou quando Bozkurt de Dulcadir (também chamado Alaüddevle), governante do Beilhique de Dulcadir, atacou a cidade Mameluca de Malatya, com o apoio de Bajazeto. Os Mamelucos reagiram e, embora tenham perdido uma primeira batalha, derrotaram Alaüddevle e os seus aliados Otomanos.

### Ofensiva Otomana de 1485
Bajazeto lançou um ataque terrestre e marítimo contra os Mamelucos em 1485. Liderados pelo novo governador da Caramânia, Karagöz Mehmed Pasha, as forças Otomanas, em grande parte retiradas de tropas provinciais, subjugaram as tribod rebeldes de Turgudlu e Vasak e capturaram muitas fortalezas na Cilícia. O exército de Karagöz Mehmed foi derrotado pelos Mamelucos em batalha fora de Adana em 9 de Fevereiro de 1486. Reforços de Istambul, incluindo Janízaros, foram enviados por Bajazeto comandados pelo seu próprio genro Hersekzade Ahmed Paxá, mas o exército Otomano combinado foi novamente derrotado antes de chegar a Adana em 15 de Março. Karagöz Mehmed fugiu do campo de batalha, enquanto Hersekzade Ahmed foi levado em cativeiro, e a Cilícia retornou ao controle Mameluco.

### Ofensiva Otomana de 1487
Em 1487, os Otomanos enviaram novamente um grande exército que consistia num grande número de unidades regulares do exército e Janízaros, apoiados pela frota e pelas forças de Dulcadir, e liderados pelo Grão-Vizir Koca Davud Pasha. Davud Pasha, no entanto, evitou operações contra os Mamelucos, ao invés disso concentrou as suas tropas em reprimir as revoltas das tribos Turgudlu e Vasak, assegurando a sua retaguarda.

### Ofensiva Otomana de 1488

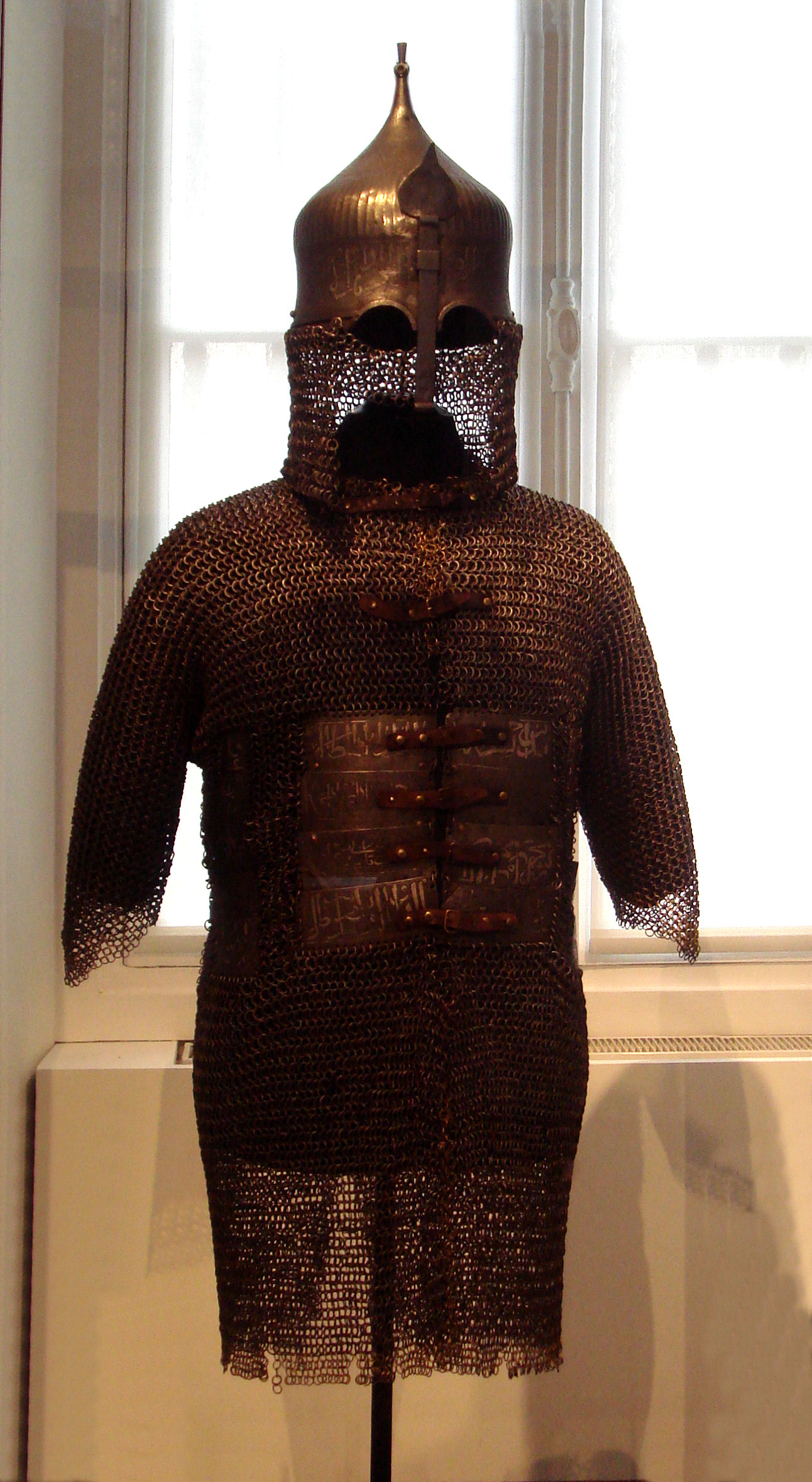
Armadura Otomana, Musée de l'Armée

Em 1488, os Otomanos lançaram um grande ataque, tanto de terra como de mar: a Marinha foi liderada por Hersekzade Ahmed Paxá, libertado do cativeiro, e o exército pelo governador de Rumélia, Hadım Ali Pasha. Nessa ocasião, os Otomanos pediram aos Venezianos o uso do porto de Famagusta para abastecer as suas tropas por via marítima, mas os venezianos rejeitaram o pedido e até enviaram uma frota para Chipre a fim de evitar um desembarque Otomano. Os Mamelucos também procuraram ajuda naval das potências italianas, mas também foram recusados. A frota Otomana mudou-se então para Alexandreta, na esperança de interceptar as forças Mamelucas que se deslocavam a partir da Síria, enquanto o exército Otomano, que somava cerca de 60.000 homens, assegurou o controle da Cilícia. Outra grande tempestade no entanto destruiu a frota, e os Mamelucos foram capazes de avançar para a Cilícia. Os dois exércitos encontraram-se em Ağaçarıyı, perto de Adana, em 26 de Agosto de 1488. Inicialmente, os Otomanos fizeram um bom progresso à esquerda, mas o seu próprio flanco direito forçado a recuar. Quando os soldados de Caramânia fugiram do campo de batalha, os Otomanos foram forçados a recuar, concedendo o campo e a vitória aos Mamelucos.
O exército Otomano retirou-se para Caramânia para se reagrupar, sofrendo mais baixas a ataques das tribos Turcomenas. A maioria dos seus comandantes provinciais foram chamados de volta a Istambul e presos no Rumelihisarı. Enquanto isso, os Mamelucos cercaram Adana, que caiu depois de três meses. Hersekzade Ahmed Pasha conseguiu uma pequena vitória ao destruir um destacamento Mameluco, mas a Cilícia estava segura nas mãos de Mamelucos. Mais importante ainda, os aliados Turcomanos dos Otomanos começaram a voltar-se para os Mamelucos, incluindo Alaüddevle, restaurando assim uma linha de estados-tampão controlados pelos Mamelucos ao longo da fronteira.

### Ofensiva Mameluca de 1490
Em 1490, os Mamelucos voltariam novamente à ofensiva, avançando para Caramânia e sitiando Kayseri. Assim que Hersekzade Ahmed Paxá marchou contra eles com um exército de ajuda, eles levantaram o cerco e voltaram para a Cilícia. Por essa altura, os Mamelucos estavam cansados da guerra e de seu pesado fardo financeiro, enquanto os Otomanos estavam preocupados com uma possível Cruzada dirigida contra eles. Assim, ambos os poderes estavam ansiosos para resolver o conflito inconclusivo. Um tratado foi assinado, que fixou a sua fronteira mútua no Passo de Gülek, nos Montes Tauro, deixando a planície cilícia para os Mamelucos.

### Análise
Os Otomanos foram capazes de prevalecer sobre os Mamelucos no mar, mas em terra os mamelucos resistiram com sucesso aos Otomanos, graças a suas fileiras de fortalezas na Anatólia e Síria, e aos principados tampão de Beilhique de Dulcadir, liderados por Bozkurt de Dulcadir centrados no Elbistã. e Kahramanmaraş. Os Otomanos tinham um poder militar mais forte, mas foram enfraquecidos por dissensões internas e pela falta de uma forte liderança centralizada pelo Sultão Bajazeto, que permaneceu em Constantinopla.
Ao longo do conflito, o exército Mameluco foi caracterizado pelo uso de uma brilhante cavalaria nômade, além de um exército convencional, enquanto os Otomanos dependiam apenas de um exército convencional, com a cavalaria ligeira combinando-se com unidades de infantaria.

### Impacto na Espanha e nos nacéridas
À medida que a crescente expansão turca no Mediterrâneo ocidental representava uma ameaça crescente à Coroa Espanhola, o rei da Espanha, Fernando II, fez uma aliança temporária com os Mamelucos contra os Otomanos de 1488 até 1491, resultando no transporte de trigo espanhol, que financiaria parcialmente o esforço de Guerra Espanhol contra Granada, e na oferta dos Espanhóis de uma frota de 50 caravelas contra os Otomanos. Mais tarde, em 1501, o embaixador espanhol Peter Martyr, a fim de evitar retaliações contra os cristãos orientais após a queda de Granada.
Enquanto isso, os nacéridas de Granada buscava assistência Otomana contra os espanhóis, mas o Sultão Bajazeto só podia enviar apoio limitado devido a seu envolvimento no conflito Otomano-Mameluco. As relações nacérido-otomanas foram estabelecidas, e uma frota comandada por Quemal Reis foi despachada para as costas da Espanha. O apoio Otomano acabou por ser insuficiente, em parte levando à Queda de Granada em 1492.

## Rescaldo
Com a fome e a praga se espalhando, um tratado de paz foi finalmente assinado em Maio de 1491, com os Mamelucos permanecendo uma poderosa entidade contra os otomanos, embora estivessem financeiramente exaustos. Os limites entre os dois poderes permaneceram essencialmente inalterados.
A oposição entre os Otomanos e os Mamelucos permaneceu em impasse durante o início do século 16, até que o poder Mameluco foi dramaticamente desafiado pela incursão dos portugueses no Oceano Índico a partir de 1505, ameaçando as rotas comerciais tradicionais Mamelucas e uma importante fonte de receita. e levando à catastrófica Guerra Portuguesa-Mameluca. O Império Otomano acabaria por assumir o Sultanato Mameluco em 1517, após a Guerra Otomano-Mameluca de 1516-1517.